# Сеидова, Джейла Уран кызы
Джейла Уран кызы Сеидова (азерб. Ceyla Uran qızı Seyidova; род. 20 августа 1995, Баку) — азербайджанский музыкант и скрипач. Заслуженная артистка Азербайджана (2021). Выпускница Московской государственной консерватории имени П. И. Чайковского.

## Биография
Джейла Сеидова родилась 20 августа 1995 года в Баку в семье музыкантов: её отец Уран Сеидов — народный артист Азербайджана, концертмейстер Государственного камерного оркестра, а мать Самира Ашумова — заслуженная артистка Азербайджана, профессор. Брат Джейлы Анар Сеидов — президентский стипендиат и выпускник Московской консерватории П.И Чайковского. В Баку училась в Бакинской музыкальной академии имени У. Гаджибекова, педагог — Фатима Идиатуллина.
Джейла занимается музыкой с 6 лет, гастролирует, участвует в знаковых культурных событиях, таких как Дни Азербайджана в США, Дни культуры Азербайджана в Германии, Франция, Италия, Швеции, Швейцарии, Бельгии и т. д. В 2002 году Сеидова поступила в класс скрипки Среднего специального музыкального училища имени Бюль-Бюля. В 2004 году стала победительницей 1-го фестиваля молодых исполнителей, посвященного Ковкаб Сафаралиевой.
С отличием окончила Московскую государственную консерваторию имени П. И. Чайковского. Была ученицей Эдуарда Давидовича Грача.
С 2017 года работает в государственной Академической Азербайджанской Филармонии на должности «Первая скрипка в Государственном Квартете».

## Достижения
Джейла Сеидова одержала ряд творческих побед на Международных конкурсах:
- 2005 — первое место на Международном фестивале в Тбилиси[3], посвящённом «Международному дню защиты детей».
- 2007 — специальная ежемесячная стипендия Президента Азербайджанской Республики[4].
- 2007 — имя Джейле Сеидовой внесено в «Золотую книгу молодых талантов» Азербайджана[4].
- 2008 — лауреат Международного фестиваля имени Ростроповича[5].
- 2008 — первое место на I Международном музыкальном конкурсе, проходившем в Фазано, Италия[3][6].
- 2010  — Лауреат VII Международного Музыкального Фестиваля имени Спивакова[7].
- 2010[8] — лауреат VII Международного фестиваля «Москва встречает друзей»[3];
- 2011 — первое место на IV Международном музыкальном конкурсе «Браво», проходившем в Намюре, Бельгия[7][5].
- 2012 — лауреат IV Международного фестиваля имени Юрия Башмета[9], проходившем в Ярославле, Россия[10].
- 2014 — первое место на VII Международном музыкальном конкурсе на Родосе, Греция. Соревнования в Афинах, Греция.
- 2016 — обладательница Гран При на международном конкурсе имени С. С. Прокофьева[11].
- 2018 — выступила на концерте азербайджано-китайской дружбы в Пекине, организованном Фондом Гейдара Алиева и Китайской Народной республики[что?].
- 2019 — стала победителем X Международного музыкального фестиваля «Шёлковый путь» в Шеки[12].
- 2022 — первая премия на Международном конкурсе Nouvelles Etoiles[13].
- 2022 — первая премия на Международном конкурсе Golden Time Talent[14].

## Награды и премии
- 2013 — специальная премия Министерства молодёжи и спорта Азербайджанской Республики — за достижения в 2013 году[9];
- 2015 — премия президента Азербайджанской Республики — за особые отличия в области культуры[15];
- 2021 — Заслуженный артист Азербайджана — за заслуги в развитии азербайджанской культуры[16];
- 2023 — премия президента Азербайджанской Республики — в связи со сценической деятельностью[17].